# Boutiers-Saint-Trojan
Boutiers-Saint-Trojan is een gemeente in het Franse departement Charente (regio Nouvelle-Aquitaine). De plaats maakt deel uit van het arrondissement Cognac. Boutiers-Saint-Trojan telde op 1 januari 2022 1.393 inwoners.

## Geografie
De oppervlakte van Boutiers-Saint-Trojan bedroeg op 1 januari 2022 7,13 vierkante kilometer; de bevolkingsdichtheid was toen 195,4 inwoners per km².
De onderstaande kaart toont de ligging van Boutiers-Saint-Trojan met de belangrijkste infrastructuur en aangrenzende gemeenten.

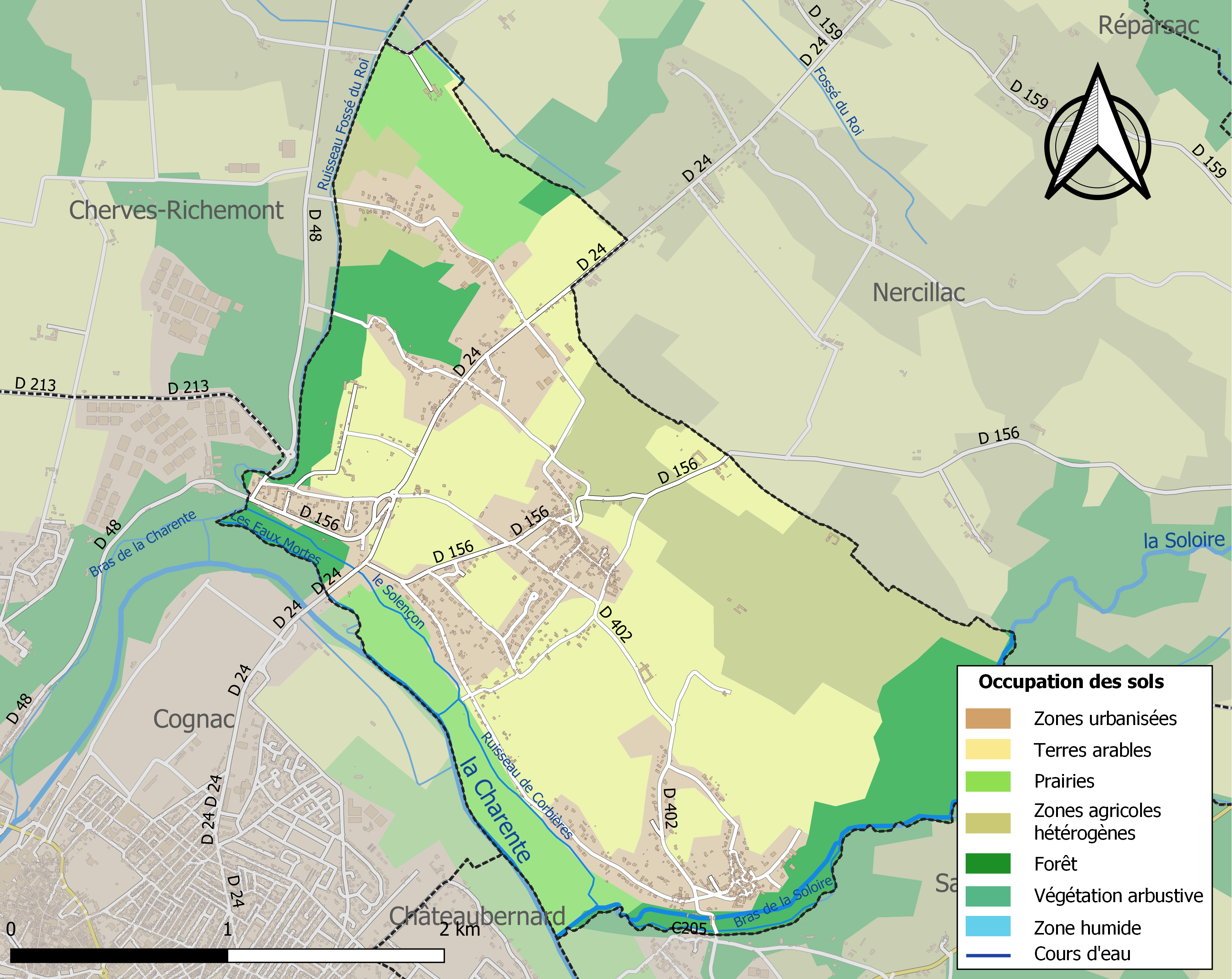

## Demografie
Onderstaande figuur toont het verloop van het inwonertal (bron: INSEE-tellingen).

Vanwege een beveiligingsprobleem met de MediaWiki Graph-software is het momenteel niet mogelijk deze grafiek weer te geven. Zodra de software is bijgewerkt zal de grafiek vanzelf weer zichtbaar worden.